# Crescentia cujete
Crescentia cujete, в популярній літературі горля́нкове де́рево  — багаторічна рослина родини біньйонієвих.

## Опис
Листяне дерево до 10 м заввишки, що скидає листя у посушливу пору року. Лійкоподібні запашні кремового чи рожевого кольору квіти сидять безпосередньо на товстих нижніх гілках (кауліфлорія). Таке розміщення пояснюється тим, що дерево запилюють кажани і так їм легше знайти квітки. Плоди горлянкового дерева завширшки 30 см і містять солодкувато-кислу їстівну м'якоть з численним насінням.

## Поширення та екологія
Росте у саванах, заростях ліан, рідколіссі від Центральної Мексики до Болівії.

## Практичне використання
Плід рослини схожий на плід звичайної тикви (горлянки), звідки й походить назва дерева. Плоди обох рослин мають міцну оболонку, тому їх використовують для виготовлення традиційного посуду, іграшок, музичних інструментів.
Молоді плоди інколи маринують. З насіння виготовляють сироп «карабобо». Смажене насіння використовують як замінник кави. З листя роблять супи.

## Галерея

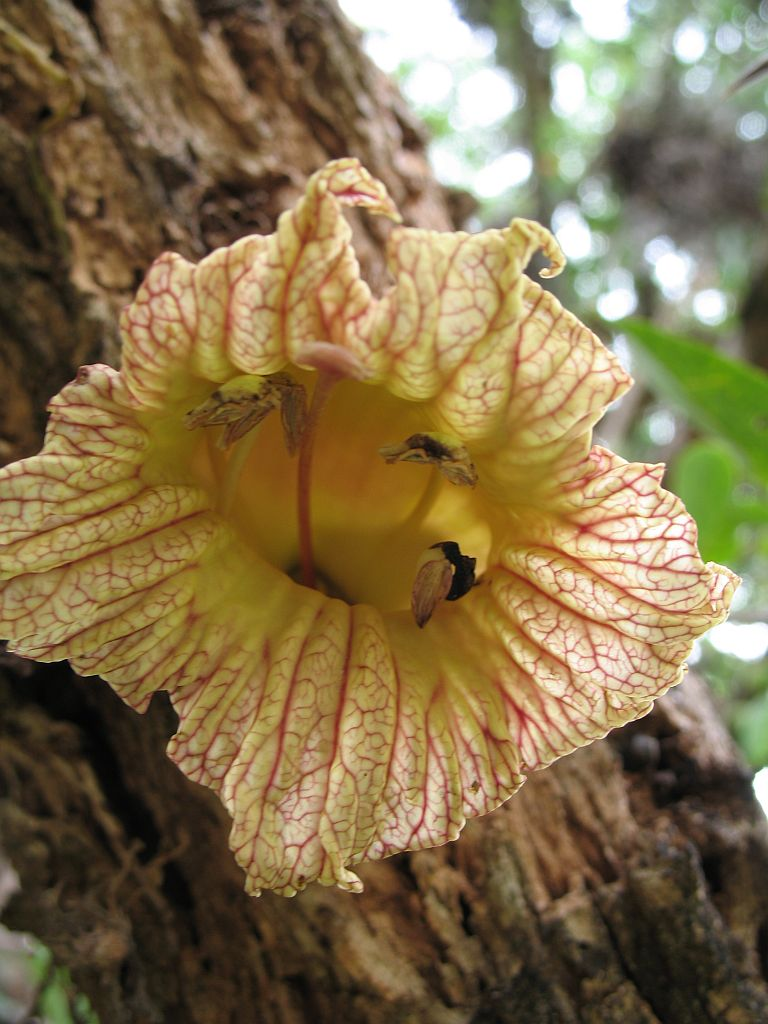
Квітка
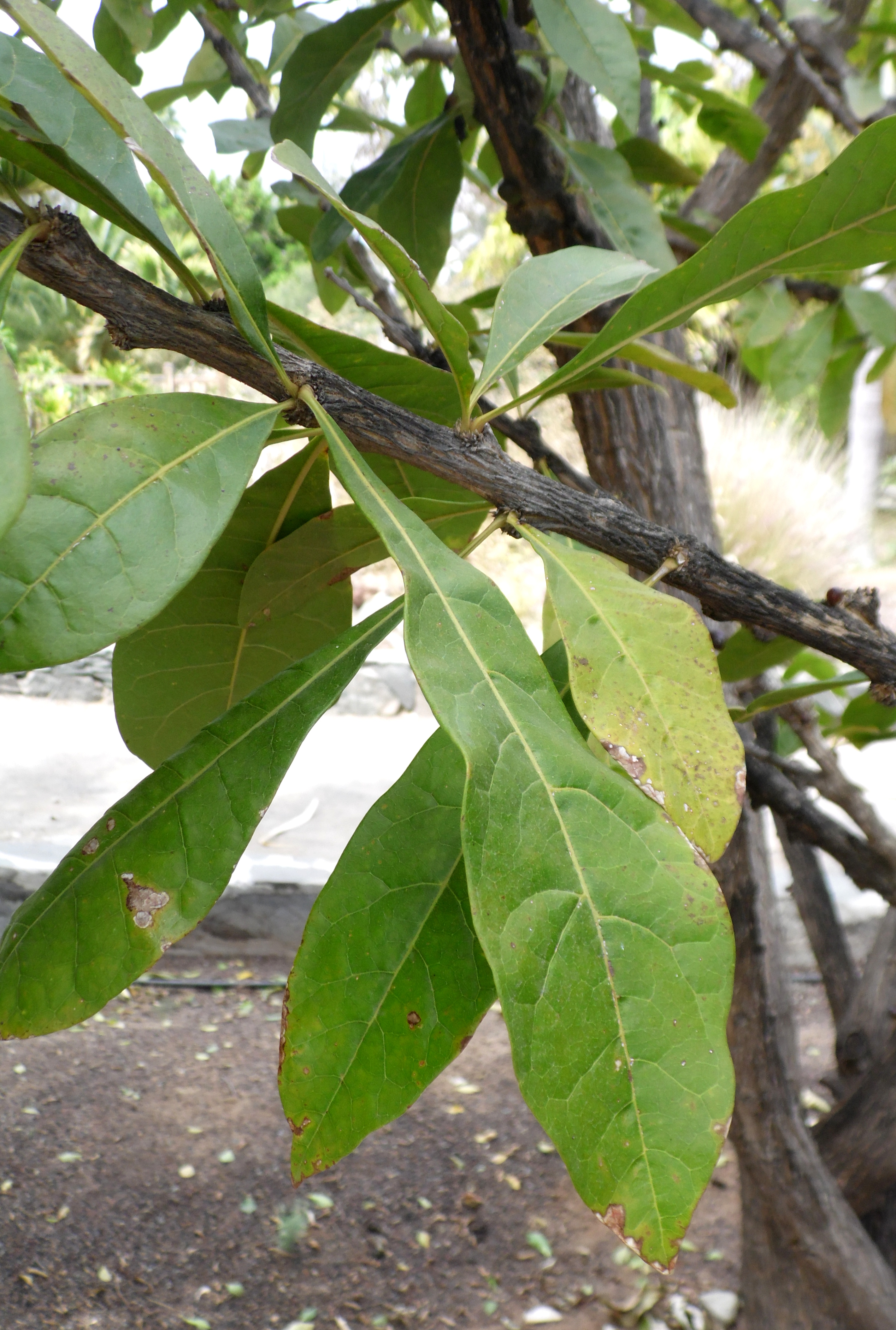
Листя
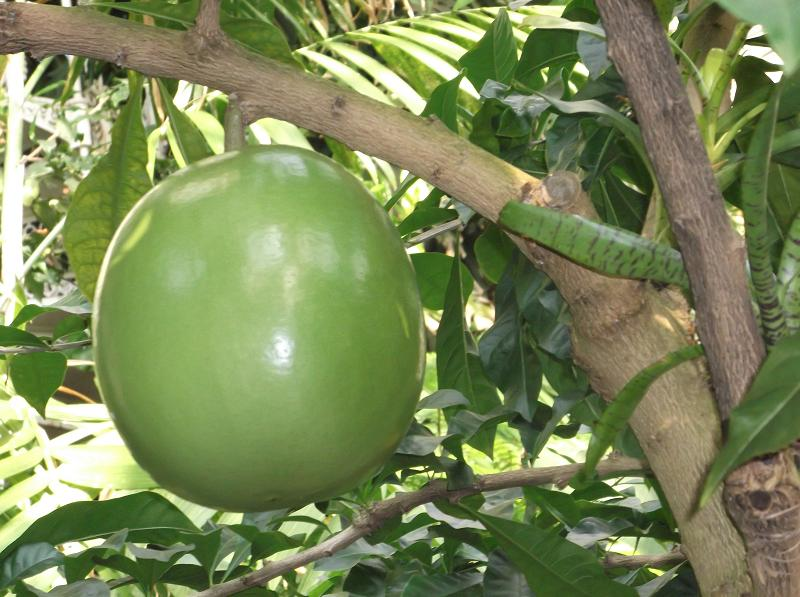
Плід
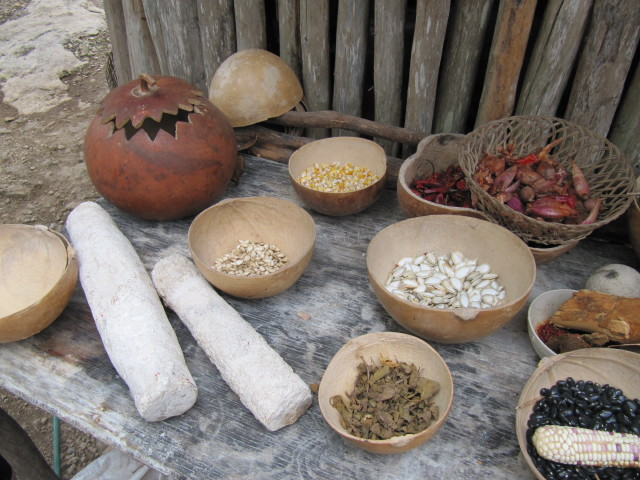
Миски з плодів
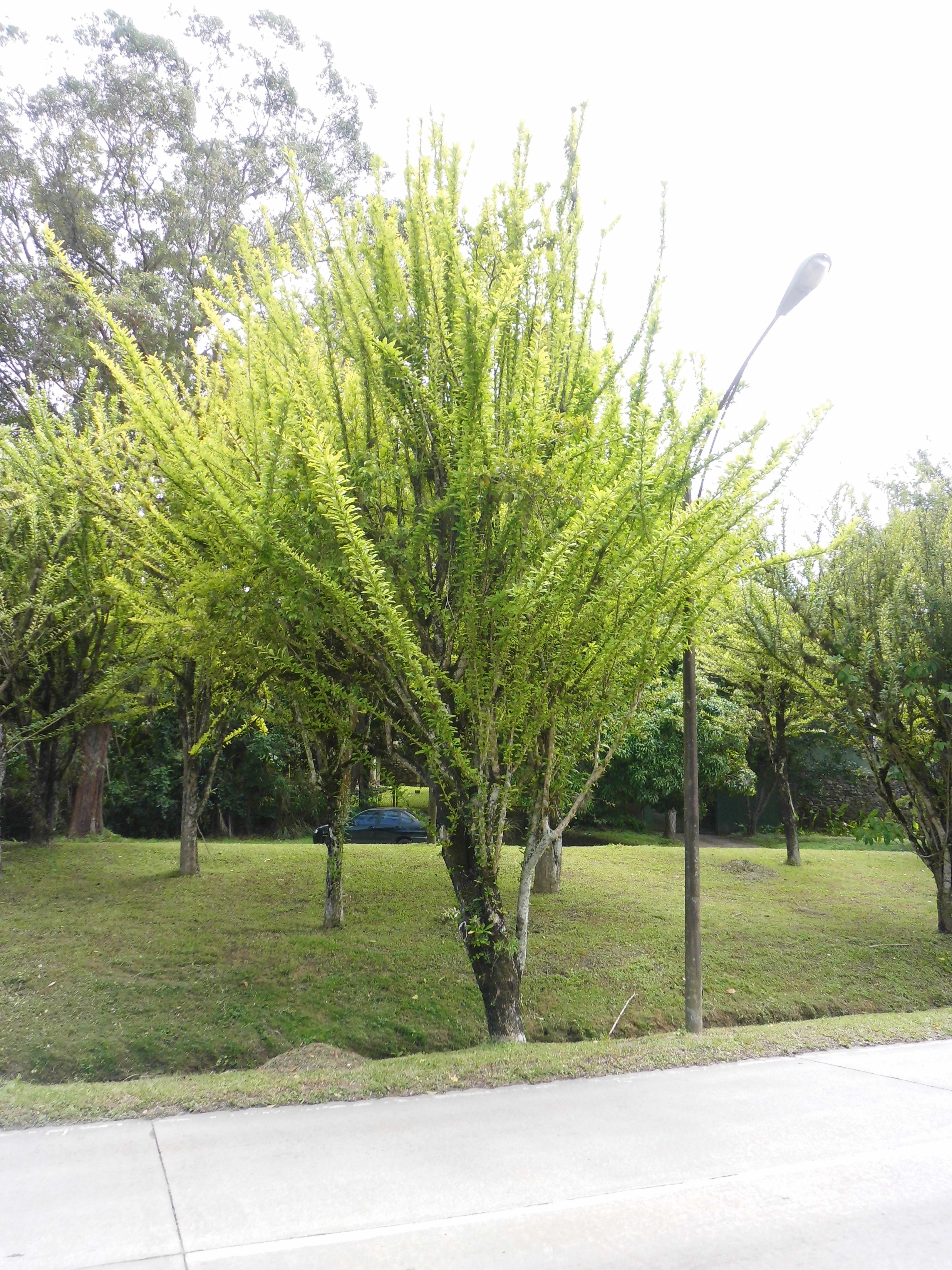
Молоде дерево